# Diego Antonio Reyes
Diego Antonio Reyes Rosales (* 19. September 1992 in Mexiko-Stadt) ist ein mexikanischer Fußballspieler, der in der Abwehr und im  defensiven Mittelfeld einsetzbar ist.

## Leben

### Verein
Reyes wurde in der Nachwuchsabteilung seines „Heimatvereins“ América ausgebildet und bestritt sein Profidebüt in der mexikanischen Primera División am 25. April 2010 im letzten Heimspiel der Punktspielrunde des Torneo Bicentenario 2010 gegen Santos Laguna (1:0), als er drei Minuten vor Spielende eingewechselt wurde.
Seit der Clausura 2011 gehört er zur Stammformation des Club América und erzielte in dieser Halbsaison bereits seine ersten beiden Treffer in der höchsten mexikanischen Spielklasse: zunächst am 17. April 2011 per Kopfball in der 49. Minute den wichtigen Ausgleich zum späteren 3:1-Erfolg seiner Mannschaft beim CD Estudiantes Tecos und anschließend ein Tor bei der 2:3-Auswärtsniederlage gegen Monarcas Morelia im Viertelfinale der Liguillas, die nach der 1:2-Hinspielniederlage allerdings das Ausscheiden der Aguilas bedeutete.
In der Clausura 2013 gehörte Reyes zur Meistermannschaft des Club América. Danach wechselte er zum FC Porto. In der Saison 2015/16 spielte Reyes für Real Sociedad San Sebastián. Für die folgende Spielzeit wurde er an Espanyol Barcelona verliehen.
Im August 2018 wechselte der 25-jährige Mexikaner ablösefrei zum türkischen Erstligisten Fenerbahçe Istanbul.

### Nationalmannschaft
Reyes absolvierte insgesamt 21 Spiele für die mexikanische U-23-Auswahl, mit der er 2011 das Fußballturnier der Panamerikanischen Spiele gewann. Mit derselben Auswahl gewann er 2012 das olympische Fußballturnier und das prestigeträchtige Turnier von Toulon.
Sein Debüt in der A-Nationalmannschaft gab Reyes in den drei Gruppenspielen der Mexikaner bei der Copa América 2011, die er alle über die volle Distanz bestritt. Reyes gehörte auch zum mexikanischen Aufgebot beim Konföderationen-Pokal 2013, wo er das letzte Gruppenspiel gegen Japan (2:1) in voller Länge absolvierte. Bei der Weltmeisterschaft 2014 wurde er im Achtelfinale gegen die Niederlande eingewechselt. Daraufhin etablierte er sich als Stammspieler und gewann mit der mexikanischen Nationalmannschaft den CONCACAF Gold Cup 2015.

## Erfolge

### Nationalmannschaft
- Olympiasieger: 2012
- CONCACAF Gold Cup: 2015, 2019
- Sieger des Turniers von Toulon: 2012
- Sieger der Panamerikanischen Spiele: 2011

### Verein
- Mexikanischer Meister: Clausura 2013
- Portugiesischer Meister: 2018